# Arnold Karl Wratschko
Arnold Karl Wratschko (* 25. Oktober 1900 in Gleisdorf; † 28. Oktober 1973 in Weiz) war ein österreichischer Maler.

## Leben
Als zweites Kind der kinderreichen Lehrerfamilie Maria und Alois J. Wratschko geboren, erlernte Arnold Wratschko nach dem Pflichtschulbesuch zunächst das Zeug- und Messerschmiedhandwerk. Angeregt durch seinen Onkel, den akademischen Maler Ernst Deisting, fand er bald zur Malerei. Von 1924 bis 1930 besuchte er die Landeskunstschule in Graz, wo er von Daniel Pauluzzi (1866–1956) in figurales Zeichnen und Malen eingeführt wurde und bei Anton Marussig (1868–1925) und Fritz Silberbauer (1883–1974) im Akt, bei Alfred Zoff (1852–1927), Julius Wegerer (1886–1960) und Alfred Wickenburg (1885–1978) in Landschaft und Stillleben Unterricht nahm.
Mittlerweile hatte Arno Wratschko auch das Maler- und Anstreicherhandwerk erlernt, war jedoch wiederholt ohne Broterwerb. Die Kunst half ihm über triste Tage hinweg.
1938 fand er festen Boden in Weiz als Maschineneinsteller im Werk der ELIN. Als Volkssturmmann eingezogen, wurde er in den letzten Kriegstagen auf der Pretul (Fischbacher Alpen) verwundet. Erst 1949 konnte er seinen Brotberuf wieder aufnehmen. Verhältnismäßig spät war Wratschkos künstlerisches Schaffen durch eine Ausstellung im Stadtsaal von Weiz der Öffentlichkeit bekannt geworden. 1962 kam eine Ausstellung in Offenburg zustande. Die mittlerweile herangewachsenen Kinder ermöglichten ihm nun auch weite Reisen. Süddeutschland, der Adriastrand, Toronto, Kalifornien, Honolulu – die Welt war für A. Wratschko groß geworden – und Bild für Bild berückender Landschaften entstand. Die Jubiläumsausstellung zu seinem 70. Geburtstag gab einen Staunen erregenden Einblick in seine überquellende Kunst.